# Homoneura dicyrta
Homoneura dicyrta är en tvåvingeart som beskrevs av Mitsuhiro Sasakawa 1998. Homoneura dicyrta ingår i släktet Homoneura och familjen lövflugor. Inga underarter finns listade i Catalogue of Life.